# Бецилівська сільська рада
Беци́лівська сільська́ ра́да — колишня адміністративно-територіальна одиниця та орган місцевого самоврядування в Роздільнянському районі (поділ 1930-2020) Одеської області. Адміністративний центр — село Бецилове.
Дата ліквідації АТО — 17 липня 2020 року.

## Загальні відомості
- Територія ради: 67,307 км²
- Населення ради: 963 особи (станом на 2001 рік)

## Історія
Станом на 1 вересня 1946 року до складу Бецилівської сільської ради входили: с. Бецилове, с. Старо-Костянтинівка, х. Бецилове (16.05.1964 виключено з облікових даних), х. Щиглятин.
На 1 травня 1967 року Бецилівська сільська рада мала сучасний склад населених пунктів. На території сільради було 2 колгоспи: імені XXII з'їзду КПРС (господарський центр — Бецилове) та «Зоря комунізму» (Новоселівка).
Відповідно до розпорядження КМУ № 623-р від 27 травня 2020 року «Про затвердження перспективного плану формування територій громад Одеської області» Бецилівська сільська рада як АТО разом ще з 9 сільрадами і 1 міською радою району ввійшла до складу спроможної Роздільнянської міської громади.
Сільрада як ОМС реорганізована з 10 грудня 2020 року шляхом приєднання до Роздільнянської міської ради.

## Населені пункти
Сільській раді були підпорядковані населені пункти:
- с. Бецилове
- с. Желепове
- с. Новоселівка
- с. Старокостянтинівка

## Населення
Згідно з переписом УРСР 1989 року чисельність наявного населення сільської ради становила 1302 особи, з яких 581 чоловік та 721 жінка.
За переписом населення України 2001 року в сільській раді мешкали 954 особи.

### Мова
Розподіл населення за рідною мовою за даними перепису 2001 року:
| Мова       | Відсоток |
| ---------- | -------- |
| українська | 92,21 %  |
| молдовська | 3,63 %   |
| російська  | 2,60 %   |
| гагаузька  | 0,73 %   |
| болгарська | 0,31 %   |
| циганська  | 0,31 %   |
| білоруська | 0,10 %   |
| угорська   | 0,10 %   |

## Бюджет
| Доходи та видатки                                                   | 2016р.   | 2017р. | 2018 |
| Доходи та видатки                                                   | тис. грн |        |      |
| Доходи місцевого бюджету всього, в т.ч.                             | 1474     | 1743   | 1940 |
| Доходи, що враховуються при визначенні між бюджетних трансфертів    | 1474     | 1743   | 1940 |
| Доходи, що не враховуються при визначенні між бюджетних трансфертів | 1358     | 1525   | 1876 |
| Доходи спеціального фонду, в т.ч.                                   | 253      | 340    | 220  |
| Бюджет розвитку                                                     | 207      | 126    | 80   |
| Субвенція                                                           | 0        | 130    | 80   |
| Дотація                                                             | 0        | 0      | 0    |
| Видатки місцевого бюджету в т.ч.                                    | 903      | 1637   | 2362 |
| Поточні                                                             | 696      | 1316   | 1401 |
| З яких коштом субвенцій з бюджетів різних рівнів                    | 116      | 88     | 64   |
| Капітальні                                                          | 207      | 321    | 961  |
| З яких коштом субвенцій з бюджетів різних рівнів                    | 0        | 130    | 80   |
| Із загального обсягу видатків на утримання                          | 0        | 0      | 0    |
| Органи місцевого самоврядування                                     | 520      | 902    | 1111 |
| Освіта                                                              | 0        | 0      | 0    |
| Культура                                                            | 116      | 88     | 64   |
| Охорона здоров’я                                                    | 0        | 0      | 0    |
| Житлово-комунальне господарство                                     | 37       | 202    | 155  |
| інші                                                                | 230      | 445    | 71   |

## Освіта та культура
|                            | На 01.01.2019                 |                       |              |                 |            |
| кількість                  | розрахун-кова кількість місць | в них:                | в них:       | форма власності |            |
| кількість                  | розрахун-кова кількість місць | вчителів, вихователів | учнів, дітей | форма власності |            |
| Вищі навчальні заклади     | -                             | -                     | -            | -               | -          |
| школи                      | 2                             | 362                   | 14           | 76              | Комунальна |
| в т. ч.: ЗОШ I-III ст.     | -                             | -                     | -            | -               | -          |
| ЗОШ І-ІІ ст.               | 2                             | 362                   | 14           | 76              | комунальна |
| ЗОШ І ст.                  | -                             | -                     | -            | -               | -          |
| Шкіл-інтернатів            | -                             | -                     | -            | -               | -          |
| Гімназій                   | -                             | -                     | -            | -               | -          |
| Діючих дошкільних закладів | -                             | -                     | -            | -               | -          |
| Приміщень недіючих         | -                             | -                     | -            | -               | -          |
| - шкільних закладів        | -                             | -                     | -            | -               | -          |
| - дошкільних закладів      | -                             | -                     | -            | -               | -          |

Заклади культури:
- Будинки культури – 1
- Театри – немає
- Бібліотеки – 1
- Музеї – немає

Спортивні заклади та споруди:
- Футбольне поле с. Бецилове.

## Склад ради
Рада складалась з 12 депутатів та голови.
- Голова ради:

### Керівний склад попередніх скликань
| Прізвище, ім'я, по батькові     | Основні відомості                                    | Дата обрання | Дата звільнення |
| ------------------------------- | ---------------------------------------------------- | ------------ | --------------- |
| Самодєлов Віталій Васильович    | Сільський голова, 1949 року народження, безпартійний | 26.03.2006   | 31.10.2010      |
| Пантєлєєв Олексій Володимирович | Сільський голова, 1956 року народження, безпартійний | 31.10.2010   | нині на посаді  |

Примітка: таблиця складена за даними сайту Верховної Ради України

### Депутати
За результатами місцевих виборів 2010 року депутатами ради стали:

#### За суб'єктами висування
| Суб'єкт висування | Кількість обраних депутатів | %    |
| ----------------- | --------------------------- | ---- |
| Партія регіонів   | 8                           | 66,7 |
| Самовисування     | 3                           | 25   |
| Народна партія    | 1                           | 8,3  |

#### За округами
| № округу        | Прізвище, ім'я, по батькові         | Дата визнання обраним | Освіта             | Партійна приналежність                | Відомості про обраного депутата               |
| --------------- | ----------------------------------- | --------------------- | ------------------ | ------------------------------------- | --------------------------------------------- |
| Народна Партія  |                                     |                       |                    |                                       |                                               |
| 9               | Помазан Оксана Михайлівна           | 11.11.2010            | середня            | позапартійна                          | приватний підприємець                         |
| Партія регіонів |                                     |                       |                    |                                       |                                               |
| 1               | Крепишев Сергій Іванович            | 11.11.2010            | вища               | член Партії регіонів                  | фермерське господарство «Палій», механізатор  |
| 2               | Лисак Людмила Олександрівна         | 11.11.2010            | вища               | позапартійна                          | Бецилівська сільська рада, головний бухгалтер |
| 3               | Кічук Іван Антонович                | 11.11.2010            | вища               | член Партії регіонів                  | ТОВ «Бецилівське», бригадир                   |
| 4               | Бєлоконь Оксана Вікторівна          | 11.11.2010            | середня спеціальна | позапартійна                          | Бецилівська сільська рада, землевпорядник     |
| 5               | Палій Олександр М                   | 11.11.2010            | середня спеціальна | позапартійний                         | фермерське господарство «Палій», директор     |
| 6               | Палій Ірина Анатоліївна             | 11.11.2010            | незакінчена вища   | позапартійна                          | Бецилівська сільська рада, секретар           |
| 7               | Сілаков Олег Агафонович             | 11.11.2010            | вища               | член Партії регіонів                  | ТОВ «Бецилівське», головний агроном           |
| 11              | Пономарьов Микола Миколайович       | 11.11.2010            | середня            | член Партії регіонів                  | ТОВ «Зоря», робітник                          |
| Самовисування   |                                     |                       |                    |                                       |                                               |
| 8               | Медвідь Микола Михайлович           | 11.11.2010            | вища               | член Політичної партії «Наша Україна» | фермерське господарство «Топаз», голова       |
| 10              | Скліфасовська Наталія Володимирівна | 11.11.2010            | середня спеціальна | позапартійна                          | сільський клуб, завідувачка                   |
| 12              | Пантелєєв Віталій Олексійович       | 11.11.2010            | вища               | позапартійний                         | митниця, ст.інспектор                         |